# Zetel
Zetel là một đô thị thuộc the huyện Friesland, bang Niedersachsen, Đức. Đô thị này có diện tích 81,26 km². Đô thị này có cự ly khoảng 15 km về phía tây nam của Wilhelmshaven, và 12 km về phía tây của Varel.

## Cư dân nổi bật
- Wilhelm Kunst, nhà điêu khắc gỗ